# Фреймінггам (Массачусетс)
Фреймінггам (англ. Framingham) — місто (англ. city) в США, в окрузі Міддлсекс штату Массачусетс. Населення — 72 362 особи (2020).

## Демографія
Згідно з переписом 2010 року, у місті мешкало 68 318 осіб у 26 173 домогосподарствах у складі 16 535 родин. Було 27529 помешкань
Расовий склад населення:
| - 71,9 % — білих - 6,3 % — азіатів - 5,8 % — чорних або афроамериканців - 0,3 % — корінних американців - 0,1 % — вихідців з тихоокеанських островів - 10,9 % — осіб інших рас |

До двох чи більше рас належало 4,6 %. Частка іспаномовних становила 13,4 % від усіх жителів.
За віковим діапазоном населення розподілялося таким чином: 20,9 % — особи молодші 18 років, 65,5 % — особи у віці 18—64 років, 13,6 % — особи у віці 65 років та старші. Медіана віку мешканця становила 38,0 року. На 100 осіб жіночої статі у місті припадало 93,5 чоловіків;  на 100 жінок у віці від 18 років та старших — 90,8 чоловіків також старших 18 років.
Середній дохід на одне домашнє господарство  становив 95 819 доларів США (медіана — 73 182), а середній дохід на одну сім'ю — 116 815 доларів (медіана — 92 602). Медіана доходів становила 62 729 доларів для чоловіків та 53 870 доларів для жінок. За межею бідності перебувало 11,5 % осіб, у тому числі 15,9 % дітей у віці до 18 років та 8,1 % осіб у віці 65 років та старших.
Цивільне працевлаштоване населення становило 39 657 осіб. Основні галузі зайнятості: освіта, охорона здоров'я та соціальна допомога — 25,7 %, науковці, спеціалісти, менеджери — 16,5 %, роздрібна торгівля — 12,9 %.